# Filipina Brzezińska-Szymanowska
Pour les articles homonymes, voir Brzezińska et Szymanowska.
Filipina Brzezińska-Szymanowska, née Filipina Szymanowska le 1er janvier 1800 à Varsovie et morte le 10 novembre 1886 dans la même ville, est une pianiste et compositrice polonaise. Elle a étudié la musique avec Charles Mayer (en) et a été influencée par sa belle-sœur, la compositrice Maria Szymanowska.
Filipina Brzezińska-Szymanowska était la fille de Franciszek Szymanowski et Agata Wołowska, son frère était le père de Celina Szymanowska (épouse d’Adam Mickiewicz) et le mari de Maria Szymanowska. Son petit-fils était le compositeur et critique musical Franciszek Brzeziński.
Filipina Brzezińska-Szymanowska a écrit pour le piano et l’orgue. En 1876, elle a publié une collection de quinze préludes pour orgue.